# Tanahbesar
Tanahbesar (hay Wokam) là một trong bốn đảo chính của quần đảo Aru trên biển Arafura. Diện tích của đảo là 1.604 km². Đảo thuộc về tỉnh Maluku, Indonesia. Các đảo chính khác của quần đảo là Kobroor, Kola, Maikoor, Koba và Trangan. Theo số liệu năm 2016, đảo Tanahbesar có dân số 7.862 người.